# Julia Domna

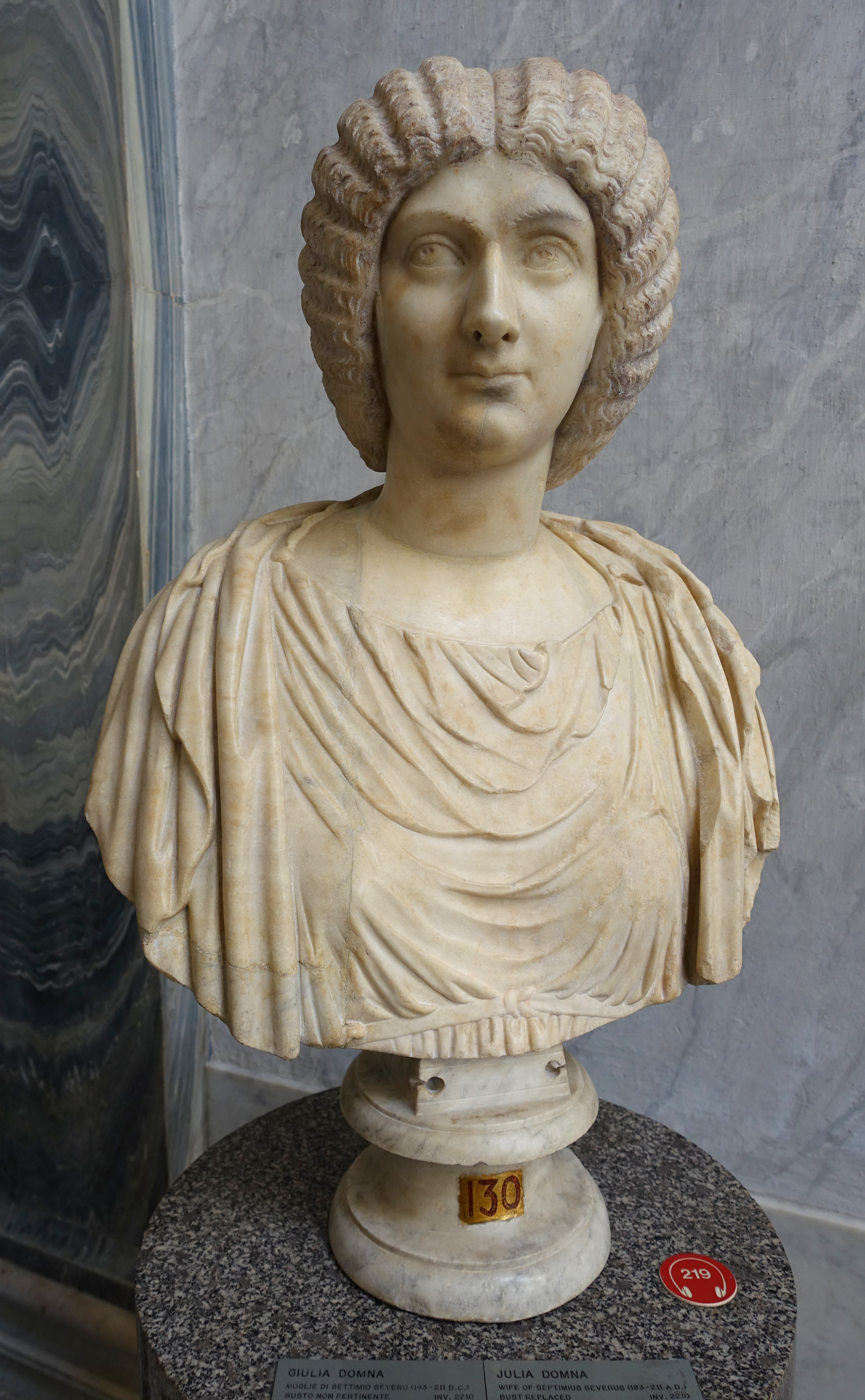
Büste Julia Domnas im Museo Chiaramonti. Die Kaiserin trägt wie gewöhnlich eine Perücke.

Julia Domna († Frühjahr 217 in Antiocheia) war die zweite Frau des römischen Kaisers Septimius Severus (193–211) und die Mutter der Kaiser Caracalla (211–217) und Geta (Mitherrscher 211).
Julia Domna stammte aus Syrien. Nach dem Tod ihres Mannes konnte sie den Machtkampf zwischen ihren beiden Söhnen nicht verhindern. Caracalla nutzte ihre Vermittlungsbereitschaft, um seinen Bruder in eine Falle zu locken; bei einem vorgeblichen Versöhnungsgespräch ließ er Geta in Julias Anwesenheit ermorden. Unter der Alleinherrschaft Caracallas wurde Julia Domna weiter hoch geehrt – schon zu Lebzeiten wurde ihr wie einer Göttin gehuldigt. Nachdem Caracalla am 8. April 217 einem Mordanschlag zum Opfer gefallen war, wählte sie angeblich den freiwilligen Hungertod. 
Die frei erfundene Legende von einer sexuellen Beziehung Julias mit Caracalla beschäftigte die Phantasie der Nachwelt.

## Leben

### Herkunft, Heirat und Mutterschaft
Julia Domna stammte aus einer sehr reichen und angesehenen Familie der syrischen Stadt Emesa (heute Homs). Ihr Vater Iulius Bassianus übte das Amt des Oberpriesters des Sonnengottes Elagabal aus, das in der Familie erblich war. Der Elagabal-Kult spielte im religiösen Leben der Stadt eine zentrale Rolle.
Der Name Domna ist semitischen Ursprungs. Seine Übereinstimmung mit dem lateinischen Wort dom(i)na (Herrin) ist zufällig; es handelt sich nicht, wie früher angenommen wurde, um eine Latinisierung des aramäischen Namens Martha („Herrin“).

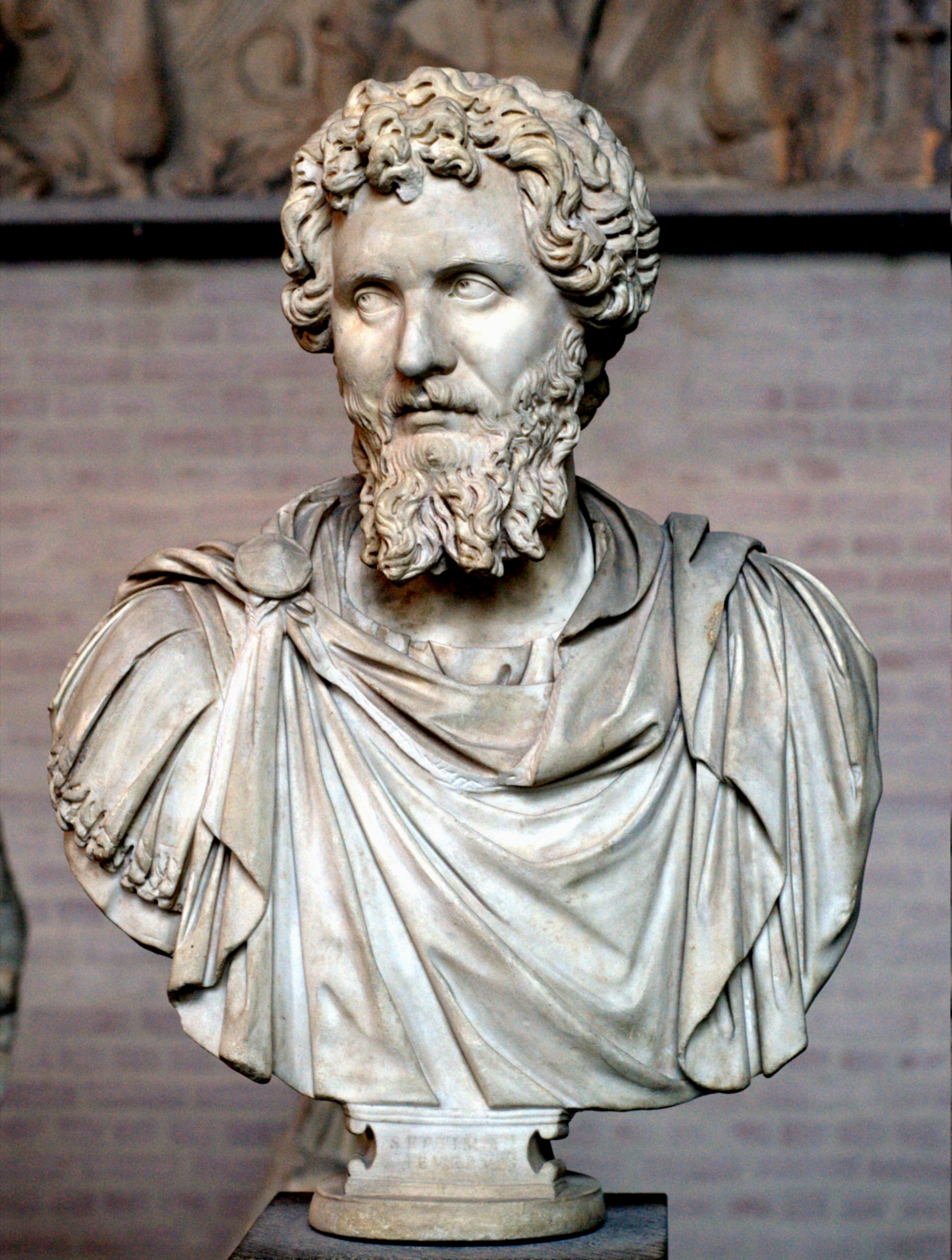
Büste des Septimius Severus
Glyptothek, München

Als Julias Ehe mit dem künftigen Kaiser Septimius Severus beschlossen wurde, war sein Aufstieg noch nicht abzusehen. Severus, der aus Leptis Magna in Nordafrika stammte, amtierte in den frühen achtziger Jahren als Legat einer in Syrien stationierten Legion, der Legio IIII Scythica. Wohl in der Zeit dieses Syrienaufenthalts kam er mit der Familie seiner künftigen Frau in Kontakt. Er soll sich für Julia als Gemahlin entschieden haben, weil ihr Horoskop ihr einen Herrscher als Gatten verhieß. Diese Überlieferung kann einen historischen Kern haben, denn Severus legte zeitlebens großen Wert auf Vorzeichen und Wahrsagung. Es kann sich aber auch um eine nachträgliche Erfindung handeln, deren Urheber dann wohl Severus selbst war.
Für Severus war es die zweite Ehe. Ab 186 war er Statthalter der Provinz Gallia Lugdunensis. Daher musste Julia von ihrer syrischen Heimat nach Gallien übersiedeln. Die Hochzeit fand 187 in Lugdunum – dem heutigen Lyon – statt. Lugdunum war der Verwaltungssitz der Gallia Lugdunensis.
Am 4. April 188 wurde Julias erster Sohn Caracalla in Lugdunum geboren. Nach dem Ende der Statthalterschaft in Gallien verlegte die Familie ihren Wohnsitz nach Rom. Dort wurde am 7. März 189 der jüngere Sohn Geta geboren. Außerdem soll Severus zwei Töchter aus seiner ersten Ehe gehabt haben. Als er 191 Statthalter der Provinz Oberpannonien wurde, musste er seine Kinder in Rom zurücklassen. Ob Julia ebenfalls in Rom blieb oder mit ihrem Mann in Oberpannonien lebte, ist unbekannt.
Im Verlauf der Wirren des „zweiten Vierkaiserjahrs“ 193 griff Severus nach der Kaiserwürde, da der in Rom von den Prätorianern eingesetzte Kaiser Didius Julianus kaum Autorität hatte. Am 9. April 193 wurde Severus in Carnuntum von seinen Truppen zum Kaiser ausgerufen. Anschließend zog er nach Italien, wo er sich schnell durchsetzte. Am 9. Juni hielt er seinen Einzug in Rom. Julia erhielt nun den Titel Augusta.

### Rolle als Kaiserin

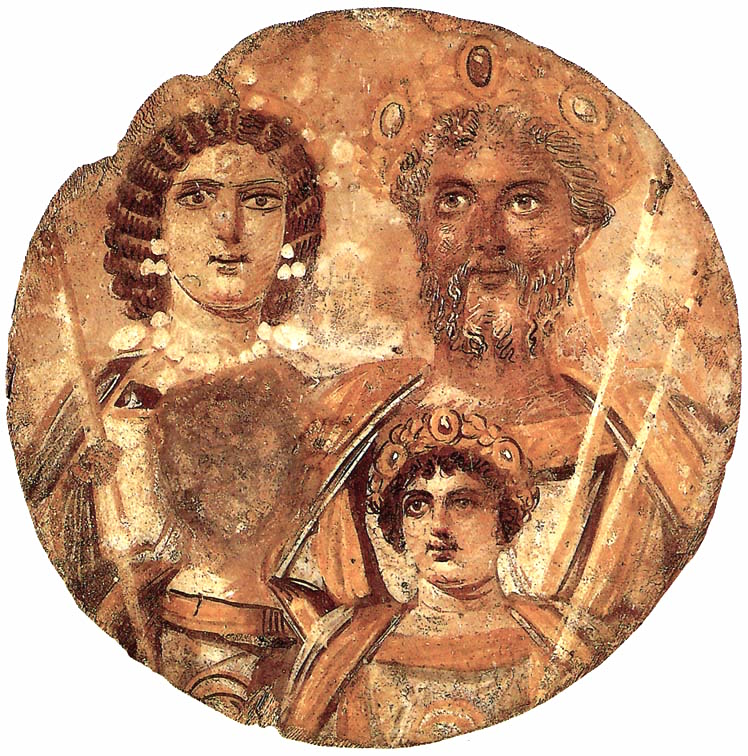
Julia Domna mit ihrem Gatten und ihren noch kindlichen Söhnen auf einem zeitgenössischen Tondo, Antikensammlung Berlin. Getas Gesicht wurde nach seiner Ermordung getilgt.

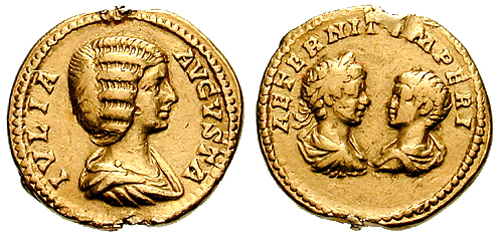
Ein Aureus Julias, auf der Rückseite ihre beiden Söhne

Als Kaiserin begleitete Julia ihren Mann auf mehreren Reisen und Feldzügen. Im Bürgerkrieg mit dem Gegenkaiser Pescennius Niger (193–194) begab sich die Kaiserfamilie nach Kleinasien, wo die militärische Entscheidung fiel. Von 195 bis 196 dauerte der mit dem ersten Partherkrieg des Severus verbundene zweite Orientaufenthalt der Kaiserfamilie. Seit dem 14. April 195 oder 196 trug die Kaiserin den Ehrentitel mater castrorum („Mutter des Feldlagers“) nach dem Vorbild der Faustina, der Frau des Kaisers Mark Aurel, als dessen Adoptivsohn sich Severus ausgab. Schon 197 begab sich Severus mit seiner Familie erneut in den Osten, um einen weiteren Feldzug gegen die Parther durchzuführen. Diesmal dauerte der Orientaufenthalt mehrere Jahre. 199 reiste die Kaiserfamilie nach Ägypten, wo sie bis 200 blieb. Erst 202 kehrte sie nach Rom zurück. 202–203 hielt sich die Familie in Severus’ nordafrikanischer Heimat auf. Auch bei der letzten militärischen Unternehmung des Kaisers, dem von 208 bis 211 dauernden Britannienfeldzug, nahm er seine Frau und seine beiden Söhne mit.
In der öffentlichen Selbstdarstellung des Severus spielte der dynastische Gedanke und damit die Kaiserfamilie eine zentrale Rolle, wie Münzen und Ehrenbögen zeigen. Der Öffentlichkeit wurde das Bild einer harmonischen, vorbildlichen Herrscherfamilie vermittelt, die Kontinuität und Stabilität gewährleistete. Auf Münzen wurde die „Ewigkeit der (kaiserlichen) Herrschaft“ (aeternitas imperii) – ein neu eingeführter, auf die Dynastie bezogener Ausdruck – verkündet und die „ewige Eintracht“ (concordia aeterna) betont. In diesem Rahmen fiel der Kaiserin die Rolle eines Symbols von Glück (felicitas) und Eintracht (concordia) zu.
Nur auf Julias Münzen, nicht auf denen des Kaisers wurde der Vesta-Tempel abgebildet, der unter Severus nach einem Feuer neu errichtet worden war. Ob daraus gefolgert werden kann, dass der Wiederaufbau unter ihrer Leitung stand, ist umstritten. Auffallend ist die sehr große Zahl der Ehreninschriften für Julia sowohl aus der Regierungszeit des Severus als auch aus der Caracallas; für keine andere Kaiserin sind mehr Ehrungen bezeugt.
Ein gefährlicher Gegner Julias war der Prätorianerpräfekt Plautian, ein Landsmann des Kaisers aus dessen libyscher Heimatstadt Leptis Magna, der eine außerordentliche Machtstellung errang. Sein Einfluss war so groß, dass Severus im April 202 den Thronfolger Caracalla gegen dessen Willen mit Plautians Tochter Fulvia Plautilla verheiratete. Plautian konnte es sich sogar erlauben, die Kaiserin respektlos zu behandeln. Er sammelte angebliches Belastungsmaterial, mit dem er ihr einen unanständigen Lebenswandel nachweisen wollte, und intrigierte beim Kaiser gegen sie. Dadurch wurde sie in die Defensive gedrängt und sah sich zeitweilig zu einer zurückgezogenen Lebensweise gezwungen. Erst 205 wendete sich das Blatt, als es Caracalla gelang, den Prätorianerpräfekten mit einer Intrige zu stürzen und töten zu lassen. Nach der Ausschaltung Plautians konnte Julia ihren Einfluss ausbauen. Die folgenden Jahre waren aber von dem Konflikt zwischen ihren beiden Söhnen überschattet. Caracalla und Geta sollten nach dem Willen ihres Vaters künftig gemeinsam herrschen, aber sie hassten und bekämpften sich. Alle Versuche, die beiden zu versöhnen, blieben erfolglos.

### Das Krisenjahr 211
Nachdem Septimius Severus am 4. Februar 211 auf dem Britannienfeldzug in Eboracum (heute York) gestorben war, übernahmen Caracalla und Geta die Herrschaft. Sie brachen den Feldzug ab und kehrten mit Julia nach Rom zurück. Wegen der Todfeindschaft der Brüder trieb das Reich auf einen Bürgerkrieg zu. Der Geschichtsschreiber Herodian berichtet, es sei sogar eine Reichsteilung erwogen worden, wobei Geta die östliche Reichshälfte erhalten hätte; angeblich widersetzte sich Julia diesem Vorhaben und brachte es zum Scheitern. Es ist aber unwahrscheinlich, dass ein solcher Plan bestand; falls es ihn gab, war er von vornherein chancenlos, denn Caracalla war entschlossen, die Alleinherrschaft zu erringen.
Im Dezember 211 gelang es Caracalla schließlich, den Bruder in einen Hinterhalt zu locken. Er täuschte Verhandlungsbereitschaft vor und bewog Julia, Geta zu einem Versöhnungsgespräch einzuladen. Leichtsinnigerweise meinte Geta, in Anwesenheit der Mutter vor seinem Bruder sicher zu sein, und erschien ohne seine Leibwache. Caracalla ließ ihn sofort in den Armen der ahnungslosen Julia töten, wobei auch sie verletzt wurde. Anschließend wurde über Geta die damnatio memoriae verhängt. Wer um ihn trauerte, musste dies mit dem Leben bezahlen. Auch Julia durfte keine Trauer zeigen.

### Rolle unter Caracalla

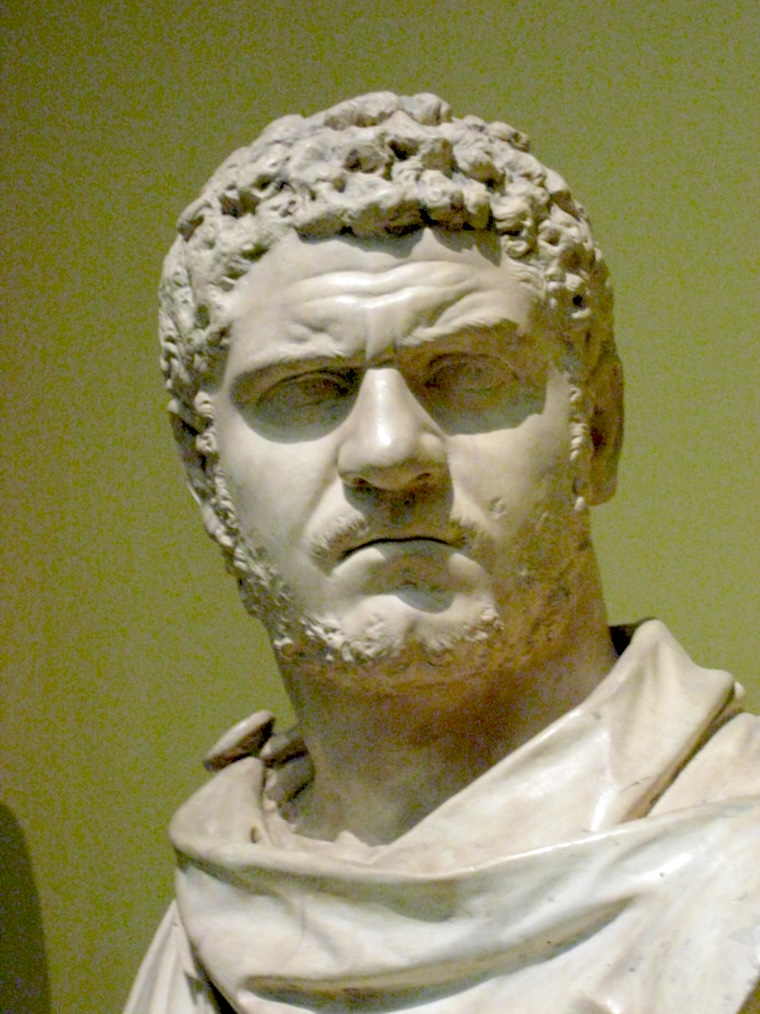
Caracalla-Büste im
Puschkin-Museum

Wahrscheinlich war nach dem Mord an Geta das Verhältnis zwischen Julia und Caracalla unheilbar zerrüttet. Äußerlich wurde sie aber weiterhin hoch geehrt; sie hatte ihren eigenen Hofstaat und eine Leibgarde aus Prätorianern. Ihre Ehrungen überstiegen das bisher den Kaiserinnen zugebilligte Ausmaß. Auf Inschriften und auf Münzen wurde Julia nicht nur Mutter des Feldlagers, sondern auch Mutter des Senats und des Vaterlands genannt; sie war die erste Angehörige einer Kaiserfamilie, die diesen erweiterten Ehrentitel erhielt. Als erste Frau wurde sie mit dem Titel Pia Felix geehrt, der zuvor nur in der männlichen Form Pius Felix in der Kaisertitulatur vorgekommen war. Ihre Aufgabe war die Prüfung der Bittschriften und die Erledigung der lateinischen und griechischen Korrespondenz des Kaisers. Inwieweit sie auf die Reichsverwaltung Einfluss nehmen konnte, ist nicht bekannt. Caracalla interessierte sich in erster Linie für militärische Angelegenheiten, aber es ist nicht anzunehmen, dass er die Verwaltung weitgehend dem Ermessen seiner Mutter überließ; vielmehr behielt er sich alle wesentlichen Entscheidungen vor. Trotzdem hatte Julia aufgrund der ständigen Distanz ihres Sohnes, insbesondere während des Krieges mit Parthia, alle Pflichten und Befugnisse der Regierung inne. Cassius Dio behauptet, Julia habe die schwere Belastung des Staatshaushalts durch Caracallas Großzügigkeit gegenüber den Soldaten missbilligt und ihm deswegen Vorhaltungen gemacht, aber nichts erreicht. Auch sonst habe sie ihm immer wieder kluge Ratschläge erteilt. Anstelle ihres Sohnes antwortete Julia auch auf Petitionen des Senats und des gesamten Reiches und unterzeichnete Dokumente.

### Kulturelle Aktivität
Für das geistige Leben war Julia sehr aufgeschlossen. Schon zu Lebzeiten ihres Mannes bildete sich um sie ein Kreis von Literaten und philosophisch Interessierten. Zu ihnen gehörte der Schriftsteller Flavius Philostratos, der eine Lebensbeschreibung des neupythagoreischen Philosophen Apollonios von Tyana verfasste, was seinen Angaben zufolge auf Julias Wunsch geschah. Er vollendete das romanhaft ausgestaltete Werk aber erst nach ihrem Tod. Philostratos bezeichnete die Kaiserin als Philosophin und erwähnte, dass sie rhetorische Betätigung schätzte und förderte und auf einen gepflegten literarischen Stil besonderen Wert legte. In einem Brief an Julia, dessen früher bezweifelte Echtheit heute als gesichert gilt, verglich er sie mit der berühmten Athenerin Aspasia. Der Brief vermittelt einen Eindruck von den Interessen des Literatenkreises: Philostratos verteidigte die Sophisten, insbesondere den berühmten Redner Gorgias von Leontinoi, und ihren üppigen, kunstvollen Stil gegen die Kritik Plutarchs. Anscheinend bevorzugte Julia einen einfacheren Stil. Der Brief setzt voraus, dass die Kaiserin über ausreichende Bildung verfügte, um Philostratos’ literarische Bezugnahmen zu verstehen und zu würdigen. Allerdings ist mit der Möglichkeit zu rechnen, dass er den Brief nicht abgeschickt hat.
Die Intellektuellen pflegten die Kaiserin wohl auf Reisen zu begleiten. Zu der Gruppe zählten neben Philostratos der Sophist Philiskos von Thessalien, dem Julia den Rhetoriklehrstuhl in Athen verschaffte, und vermutlich der spätere Kaiser Gordian I.; weitere Namen sind nicht bekannt.

### Letzter Orientaufenthalt und Tod

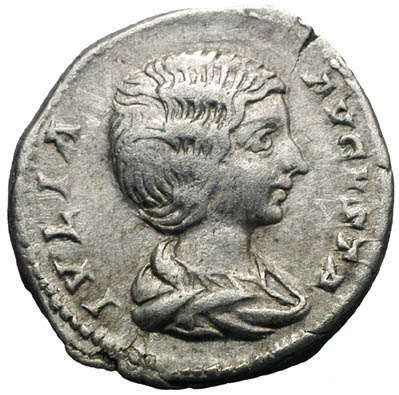
Münzbildnis Julias

Im Jahr 214 begab sich Caracalla mit seiner Mutter in den Osten, wo er einen neuen Krieg gegen die Parther beginnen wollte. Während er 216 einen wenig ergiebigen Feldzug unternahm und den folgenden Winter in Edessa verbrachte, blieb Julia in der Großstadt Antiocheia. Dort erhielt sie die Nachricht vom Tod ihres Sohnes; am 8. April 217 war Caracalla einem Attentat zum Opfer gefallen, das der Prätorianerpräfekt Macrinus organisiert hatte. Macrinus wurde vom Heer zum Kaiser ausgerufen.
Mit Caracallas Tod starb die männliche Nachkommenschaft von Severus und Julia aus. Der Herrschaftsantritt des neuen Kaisers Macrinus bedeutete einen Dynastiewechsel, die severische Familie war entmachtet. Aus Schmerz über diese Vorgänge fügte sich Julia selbst eine Brustverletzung zu. Macrinus behandelte sie zunächst großzügig. Er sandte ihr ein freundliches Schreiben und beließ ihr ihren Hofstaat und ihre Leibgarde. Daraufhin soll sie Hoffnung auf eine Schicksalswende geschöpft haben. Macrinus hatte im Heer wenig Rückhalt, Caracalla hingegen hatte sich bei den Soldaten größter Beliebtheit erfreut. Daher schätzte Julia den neuen Kaiser als schwach ein und beantwortete seinen Brief nicht. Sie plante ihn zu beseitigen und dann wieder eine Rolle im Zentrum der Macht zu spielen. Als Macrinus bemerkte, dass sie gegen ihn tätig war, befahl er ihr, Antiocheia zu verlassen. Darauf nahm sie keine Nahrung mehr zu sich, bis sie – offenbar noch im Frühjahr 217 – starb. Angeblich wählte sie den Tod wegen des endgültigen Verlustes ihrer Nähe zur Macht; auch eine Verschlimmerung ihrer Erkrankung an Brustkrebs soll eine Rolle gespielt haben.

## Ikonographie

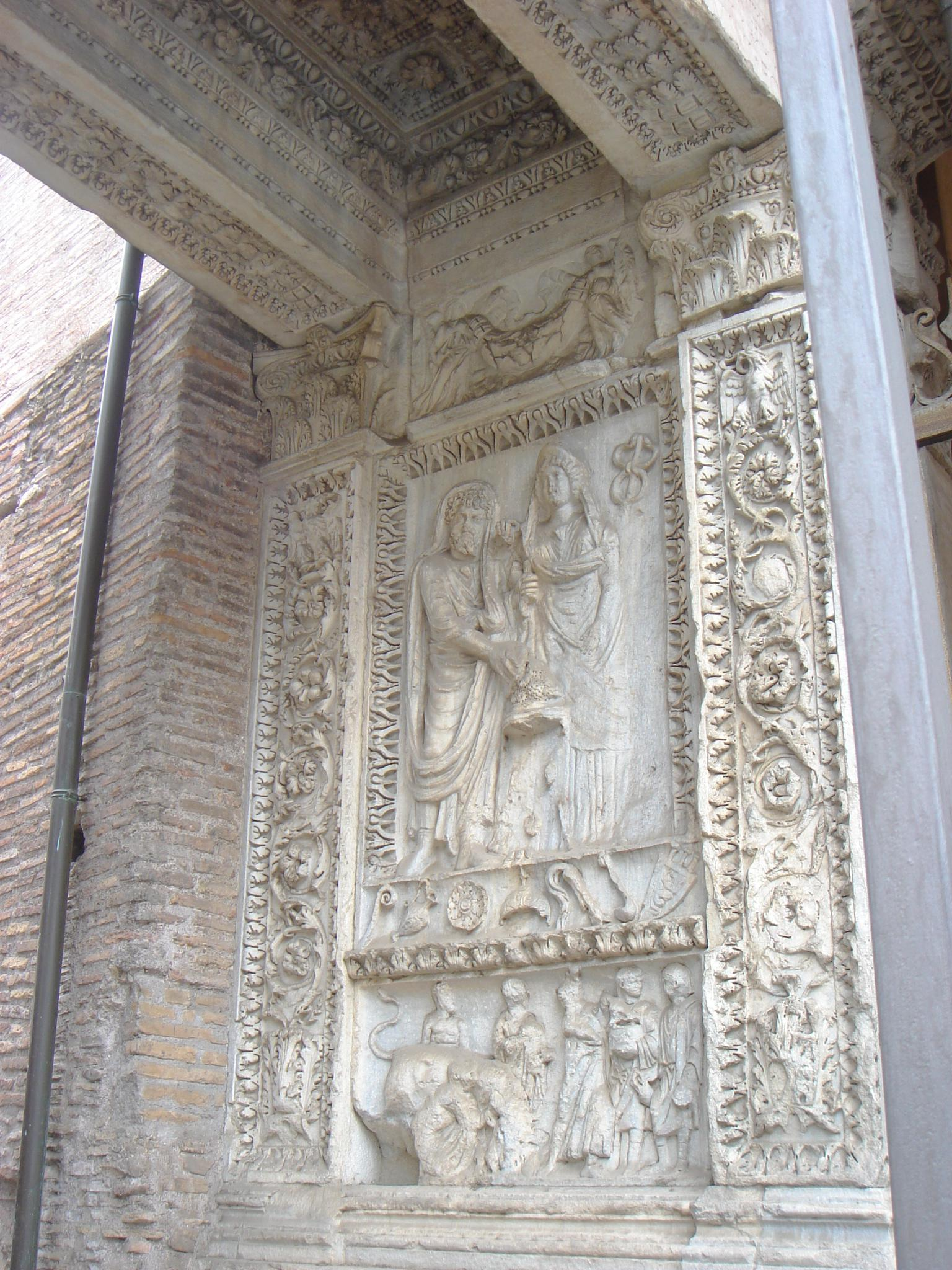
Septimius Severus und Julia Domna auf dem Argentarierbogen

Ikonographisch ist das Ausmaß der Verehrung der Kaiserin daran erkennbar, dass ihre Darstellung schon zu ihren Lebzeiten der einer Gottheit angeglichen wurde. „Theomorphe“ (gottförmige) Bildnisse zeigen Julia u. a. als Ceres oder Juno, Victoria, Tyche oder als die Mondgöttin Luna. Das bedeutet, dass die Auftraggeber solcher Darstellungen sie mit der Göttin identifiziert oder als deren Vergegenwärtigung aufgefasst haben. Theomorphe Bildnisse sind aber keine Beweise für eine offizielle Vergöttlichung zu Lebzeiten. Eine Gleichsetzung Julias mit der Himmelsgöttin (Dea Caelestis) ist nur auf einer privaten Weihinschrift eindeutig bezeugt.
Die Anfänge der Vergöttlichung und kultischen Verehrung des lebenden Kaisers reichen in die frühe Kaiserzeit zurück, Einbeziehung der Kaiserfamilie ist schon im 1. Jahrhundert bezeugt. Es handelt sich also nicht um eine Neuerung der Severer. Für die Zeit des Severus lässt sich eine verbreitete Götterangleichung beobachten, die sich auf die Gesamtheit der Kaiserfamilie, die domus divina, erstreckte. Allerdings handelte es sich meist nur um eine vage Zuordnung zu einem göttlichen Bereich. Nur in einer Minderzahl der Fälle wurde eine lebende Person direkt vergöttlicht, indem sie ausdrücklich und konkret mit einer Gottheit gleichgesetzt wurde. Die inschriftlichen Belege für kultische Verehrung stammen nur aus den Provinzen, nicht aus Rom oder Italien. Für die Kaiserin war die Götterangleichung verbreiteter als für den Kaiser. Die Darstellung Julia Domnas als Gottheit schon zu ihren Lebzeiten geschah meist auf lokale Initiative. Eine planmäßige Steuerung der lokalen Aktivitäten seitens des Kaiserhauses ist nicht erkennbar.

## Rezeption

### Drittes Jahrhundert
Julia Domnas Vorhaben, Macrinus zu entmachten, war schon in der Anfangsphase gescheitert. Erfolgreicher war ihre energische und machtbewusste Schwester Julia Maesa, die Großmutter der künftigen Kaiser Elagabal und Severus Alexander. Sie fand sich mit den neuen Verhältnissen nicht ab, sondern agitierte gegen Macrinus. Elagabal wurde als unehelicher Sohn Caracallas ausgegeben. So gelang es schon im Frühjahr 218, Truppen, die der Severerdynastie ergeben waren, zur Rebellion zu bewegen, Macrinus zu stürzen und den erst vierzehnjährigen Elagabal zum neuen Kaiser zu machen. Damit fiel Julia Maesa eine politische Schlüsselrolle zu.
Der Leichnam Julia Domnas wurde nach Rom gebracht und dort zunächst im Augustusmausoleum beigesetzt, später jedoch auf Veranlassung von Julia Maesa ins Hadriansmausoleum überführt, wo Septimius Severus bestattet war. Sie wurde im Rahmen des Kaiserkults zur Gottheit erhoben; dies geschah vielleicht schon unter Macrinus, spätestens unter Elagabal.
Die zeitgenössischen Geschichtsschreiber Cassius Dio und Herodian zeichnen ein gesamthaft positives Bild von Julia. Cassius Dio, der als Senator gut informiert war, stellt sie als kluge Ratgeberin dar, die sich der Philosophie widmete; bei Herodian tritt sie beherzt für die Einheit des Reichs ein und verhindert dessen Teilung.
Schon zu Caracallas Lebzeiten kursierten anscheinend Gerüchte, denen zufolge er nach dem Tod seines Vaters eine sexuelle Beziehung zu seiner Mutter hatte. Die als spottlustig bekannten Einwohner der Stadt Alexandria in Ägypten verglichen Julia Domna mit Iokaste, der Mutter des mythischen Königs Ödipus, der seinen Vater erschlagen und dann seine Mutter geheiratet hatte. Dabei handelte es sich um eine von Gegnern Caracallas verbreitete Verleumdung. In Wirklichkeit war das Verhältnis zwischen Mutter und Sohn nach dem Tod Getas schwer belastet, und nach Cassius Dios Bericht hat sie Caracalla sogar gehasst. Inzest war ein Topos der Tyrannendarstellung und wurde schon Nero unterstellt.

### Spätantike
Ab dem 4. Jahrhundert fand der Klatsch über Julias angebliche sexuelle Beziehung zu ihrem Sohn in weiten Kreisen Glauben, er wurde von vielen Autoren übernommen und verbreitet und dabei phantasievoll umgewandelt, erweitert und ausgeschmückt. Die meisten spätantiken Geschichtsschreiber, darunter Aurelius Victor, Eutropius und der unbekannte Verfasser der Epitome de Caesaribus, machten aus Julia Domna die Stiefmutter Caracallas und behaupteten, er habe sie geheiratet. Nach dieser Überlieferung war er ein Sohn der Paccia Marciana, der ersten Gattin des Severus, nur Geta entstammte der Ehe des Kaisers mit Julia. Die Heiratslegende übernahm auch der Verfasser der Historia Augusta, einer Sammlung von Kaiserbiographien, wobei er sie in unterschiedlichen Varianten wiedergab. In der Lebensbeschreibung des Severus behauptete er, Julia sei nicht Stiefmutter gewesen, sondern Caracalla habe seine leibliche Mutter geheiratet. In der Biographie Caracallas hingegen bezeichnete er sie als Stiefmutter, die Caracalla geheiratet habe, nachdem er kurz zuvor ihren leiblichen Sohn Geta ermordet hatte. Die Legende von der Heirat mit der Stiefmutter fand auch bei christlichen Autoren der patristischen Zeit Glauben; Orosius und Hieronymus haben sie übernommen. Sie prägte dauerhaft das Bild Caracallas als eines hemmungslosen Unholds.
Bei Aurelius Victor und in der Caracalla-Biographie der Historia Augusta erscheint Julia als schamloses Weib, das den Stiefsohn verführt. Solche Schilderungen entsprachen offenbar den Erwartungen des Lesepublikums. Als Rechtfertigung wurde ihr in den Mund gelegt, dass ihm das, was er begehre, erlaubt sei. Dies war eine Anspielung auf den juristischen Grundsatz, dass der Kaiser an bestimmte gesetzliche Vorschriften nicht gebunden ist oder – verallgemeinert – über dem Gesetz steht. Der berühmte Jurist Ulpian, ein Zeitgenosse Caracallas, hatte diesen Gedanken mit den später berühmten Worten „Der Kaiser ist von den Gesetzen entbunden“ (Princeps legibus solutus est) ausgedrückt. In der Frühzeit des Prinzipats war es bei der rechtlichen Sonderstellung des Kaisers speziell um seine Dispensation von einzelnen zivilrechtlichen Bestimmungen gegangen, doch zu Caracallas Zeit hatte das Prinzip einer übergesetzlichen Stellung des Herrschers allgemeine Geltung erlangt.
Ferner wurde Julia Domna von spätantiken Autoren des Ehebruchs und der Verschwörung bezichtigt. Bei diesen Unterstellungen dürfte es sich um freie Erfindungen handeln. Der Ausgangspunkt der Legendenbildung war möglicherweise die von Cassius Dio überlieferte Nachricht, Plautian habe als erbitterter Feind Julias Nachforschungen über ihren Lebenswandel angestellt, um sie bei ihrem Mann anzuschwärzen.
In der Historia Augusta wird behauptet, die Entscheidung des Severus, den Bürgerkrieg mit seinem Rivalen Clodius Albinus zu beginnen, sei vor allem auf Julias Einfluss zurückzuführen. Albinus hatte sich im Jahr 193 Hoffnungen auf die Kaiserwürde gemacht, war aber von Severus mit dem Caesartitel und der Aussicht auf die Nachfolge abgefunden worden. Diese Regelung wurde hinfällig, als Severus 195/196 klar zu erkennen gab, dass er die Nachfolge seinen Söhnen vorbehielt. Daher brach der 193 noch vermiedene Bürgerkrieg zwischen Severus und Albinus aus.

### Frühe Neuzeit
Um die Wende vom 16. zum 17. Jahrhundert verfasste ein unbekannter englischer Dichter das lateinische Universitätsdrama Antoninus Bassianus Caracalla in jambischen Senaren. Er ließ Caracalla und Julia Domna die Ehe schließen. Da in diesem Drama Julia die leibliche Mutter Caracallas ist, handelt es sich um einen Inzest.
Ein sehr vorteilhaftes Bild von Julia zeichnete im 18. Jahrhundert Edward Gibbon. Er meinte, sie habe über eine außergewöhnliche Festigkeit des Geistes und Urteilskraft verfügt, habe in den Staatsangelegenheiten mit Klugheit und Mäßigung eine Lenkungsfunktion wahrgenommen und sich durch Kulturförderung hervorgetan.

### Moderne
Bei modernen Historikern war bis ins 20. Jahrhundert die heute überholte Auffassung verbreitet, mit dem Auftreten Julia Domnas habe im Zentrum des Römischen Reichs eine verhängnisvolle Orientalisierung eingesetzt, die sich in der späteren Severerzeit verstärkt habe. Ein solches Bild zeichnete beispielsweise Franz Altheim (1952), der Julias Einfluss und ihre orientalische Mentalität betonte. Er meinte, ohne Julia sei die Herrschaft des Severus und Caracallas „nicht zu denken“. Auch Ernst Kornemann (1958) ging von einer mit Julias Rolle zusammenhängenden Orientalisierung aus; charakteristisch sei die „ins Göttliche erhobene dynastische Stellung des Kaiserhauses“, die „echt hellenistisch-orientalisch die Frau in den Vordergrund schiebt“. Julia habe die Entwicklung des Reiches „aufs nachhaltigste mitbestimmt“. Sehr hoch veranschlagte auch Alfred Heuß (1960) die Bedeutung der Kaiserin. Er wertete sie aber positiv, denn er sah in Julia Domna und den weiblichen Mitgliedern ihrer Familie einen gewichtigen stabilisierenden Faktor. Ihnen sei es gelungen „zu verhindern, daß bereits nach dem Tod des Severus das Kaisertum zu dem Spielball disparater Kräfte wurde, den es während des folgenden halben Jahrhunderts mit geringen Unterbrechungen abgeben sollte“. Erich Kettenhofen (1979) betonte die Kontinuität der Entwicklung des kaiserzeitlichen Herrscherbegriffs; er stellte fest, ein „Einbruch orientalischer Herrschaftsbegriffe und Kultformen“ unter dem Einfluss der syrischen Frauen sei „nur schwer nachweisbar“. Karl Christ (1988) war der Ansicht, Julia Domna sei „bereits stark romanisiert“ gewesen; erst mit ihrer Schwester Julia Maesa und deren Nachkommen sei der Einfluss orientalischer Mentalität in Rom „zu weltgeschichtlicher Wirkung“ gekommen.
Julia Domnas Biographin Barbara Levick (2007) kommt zum Ergebnis, die historische Bedeutung der Kaiserin basiere nicht auf ihrer persönlichen Initiative und ihren einzelnen Entscheidungen. Wichtig war vielmehr nach Levicks Ansicht in erster Linie, dass Julia die prominente Rolle, die sie in der öffentlichen Selbstdarstellung der Dynastie zu spielen hatte, zuverlässig ausfüllte und mit ihrer Loyalität einen wichtigen Beitrag zur Stabilisierung der prekären Herrschaft der Severer leistete.